# Canthon fulgidus
Canthon fulgidus là một loài bọ cánh cứng trong họ Bọ hung (Scarabaeidae).